# Pijlerkapel (Tombeek)

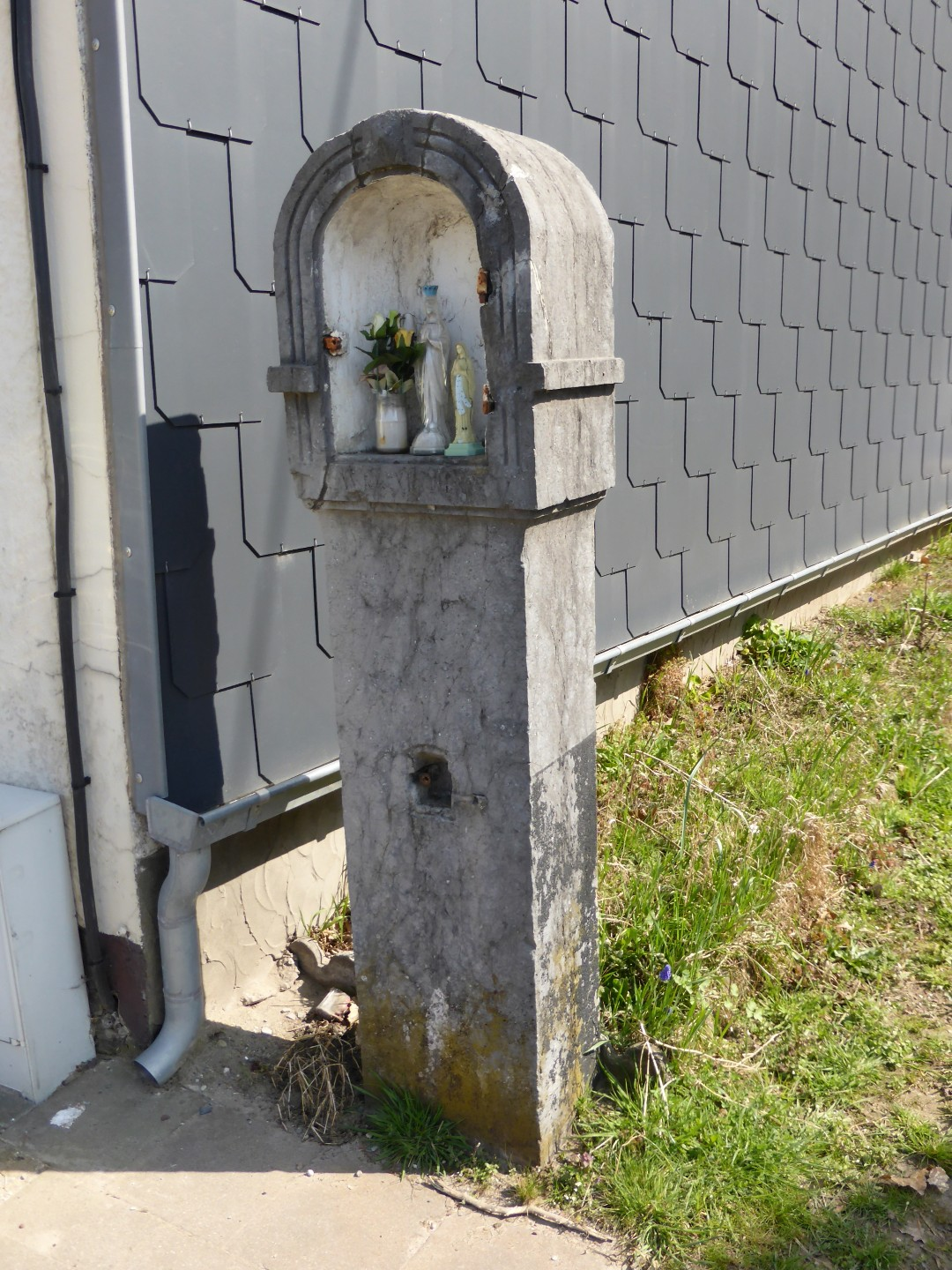
Pijlerkapel

De Pijlerkapel is een kapel in de tot de Vlaams-Brabantse gemeente Overijse behorende plaats Tombeek, gelegen aan de Waversesteenweg.
Het kapelletje is vermoedelijk 18e-eeuws, maar inscripties op de kapel zijn niet meer leesbaar.